# Bundestagswahlkreis Soltau-Fallingbostel – Winsen L.
Der Bundestagswahlkreis Soltau-Fallingbostel – Winsen L. war ein Wahlkreis in Niedersachsen bei den Bundestagswahlen 2002 und 2005. Er trug die Wahlkreisnummer 36 und umfasste den Landkreis Harburg außer den Samtgemeinden Elbmarsch, Hanstedt und Salzhausen sowie den Landkreis Soltau-Fallingbostel außer den Gemeinden Munster (Örtze) und Wietzendorf.
Der Wahlkreis entstand aus der Zusammenlegung der Wahlkreise Soltau-Fallingbostel – Rotenburg II und Harburg. Zur Bundestagswahl 2009 wurde er aufgeteilt in den Bundestagswahlkreis Rotenburg I – Soltau-Fallingbostel mit der Nummer 36 und in den Bundestagswahlkreis Harburg mit der Nummer 37. Bereits zwischen 1949 und 1976 bildeten die beiden Landkreise den gemeinsamen Wahlkreis Harburg – Soltau.

## Wahlergebnisse

### Wahl 2005
Bei der Bundestagswahl 2005 waren 249.536 Bürger wahlberechtigt, die Wahlbeteiligung im Wahlkreis lag bei 81,6 %. Das Ergebnis setzte sich wie folgt zusammen:
| Direktkandidat        | Partei               | Erststimmen in % | Zweitstimmen in % | Bundestagswahl 2002 Zweitstimmen in % |
| --------------------- | -------------------- | ---------------- | ----------------- | ------------------------------------- |
| Monika Griefahn       | SPD                  | 44,2             | 39,2              | 42,9                                  |
| Michael Grosse-Brömer | CDU                  | 42,2             | 35,5              | 36,1                                  |
| Stephan Schilling     | GRÜNE                | 4,1              | 8,0               | 8,5                                   |
| Dirk Mende            | FDP                  | 4,1              | 10,6              | 8,0                                   |
| Herbert Schui         | Die Linke.           | 3,4              | 3,9               | 1,0                                   |
| –                     | Die Tierschutzpartei | –                | 0,7               | 0,4                                   |
| Hans-Gerd Wiechmann   | NPD                  | 1,4              | 1,3               | 0,3                                   |
| Hans-Günter Schorling | PBC                  | 0,5              | 0,3               | 0,2                                   |
| –                     | GRAUE                | –                | 0,3               | 0,1                                   |
| –                     | BüSo                 | –                | 0,0               | 0,0                                   |
| –                     | MLPD                 | –                | 0,0               | –                                     |
| –                     | Pro DM               | –                | 0,1               | –                                     |

### Wahl 2002
Bei der Bundestagswahl 2002 waren 248.079 Bürger wahlberechtigt, die Wahlbeteiligung im Wahlkreis lag bei 83,2 %. Das Ergebnis setzte sich wie folgt zusammen:
| Direktkandidat        | Partei | Erststimmen in % | Zweitstimmen in % | Bundestagswahl 1998 Zweitstimmen in % |
| --------------------- | ------ | ---------------- | ----------------- | ------------------------------------- |
| Monika Griefahn       | SPD    | 47,1             | 43,0              | 45,6                                  |
| Michael Grosse-Brömer | CDU    | 40,5             | 36,2              | 35,6                                  |
|                       | GRÜNE  | 5,3              | 8,5               | 6,1                                   |
|                       | FDP    | 5,3              | 8,0               | 7,6                                   |
|                       | PDS    | 1,1              | 1,0               | 1,2                                   |
| -                     | Schill |                  | 1,9               | -                                     |
|                       | NPD    |                  | 0,3               | 0,1                                   |
| -                     | REP    |                  | 0,3               | 1,2                                   |

## Abgeordnete

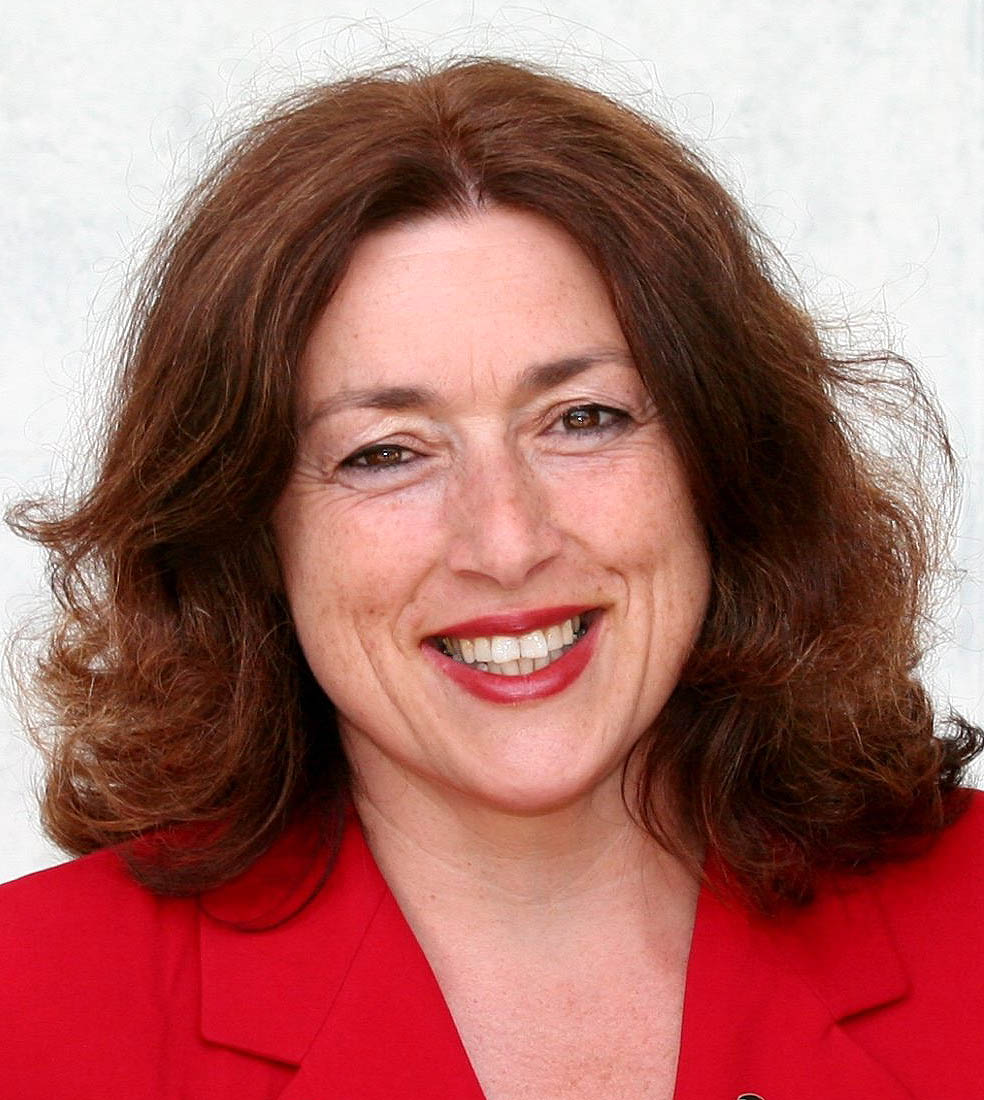
Monika Griefahn

Direkt gewählte Abgeordnete des Wahlkreises waren:
| Wahl | Name            | Partei | Erststimmen in % |
| ---- | --------------- | ------ | ---------------- |
| 2005 | Monika Griefahn | SPD    | 44,2             |
| 2002 | Monika Griefahn | SPD    | 47,1             |